# Articoli della Confederazione
Gli Articoli della Confederazione, formalmente chiamati Articoli della Confederazione e dell'Unione Perpetua, erano un accordo tra tutti i 13 Stati degli Stati Uniti  ex Tredici Colonie, che servì come prima costituzione degli Stati Uniti d'America. Entrò in vigore il 1º marzo 1781, dopo essere stato ratificato da tutti i 13 Stati coloniali.
Nel 1789, i Padri fondatori sostituirono gli Articoli con la Costituzione degli Stati Uniti e una forma di governo federale.

## Storia
Il secondo congresso continentale approvò gli articoli il 15 novembre 1777 dopo 16 mesi di discussione. Poi questi Articoli rimasero in attesa per altri tre anni fino alla ratifica definitiva del 1º marzo 1781. Gli Articoli vennero sostituiti dalla Costituzione degli Stati Uniti il 21 giugno 1788 quando il nono Stato, il New Hampshire, ratificò la Costituzione. Comunque, in base ai termini di modifica contenuti negli stessi, gli Articoli rimasero in vigore fino al 1789, quando tutti i 13 Stati ebbero ratificato la nuova Costituzione.

## Contenuto
Essi definivano i rapporti tra tredici colonie divenute indipendenti con la guerra d'indipendenza americana, in una nuova alleanza federale chiamata confederazione. In questo senso, i termini "confederazione" e "federazione" sono sinonimi, in quanto i termini saranno chiaramente distinti a seguito della redazione del testo della Costituzione degli Stati Uniti: "semplicemente hanno dato luogo a un rapporto, poi identificato con l’atto che lo aveva formalizzato. Gli Articles non furono, quindi, la ‘carta fondamentale’ della confederazione nel senso in cui la Costituzione di uno Stato sarebbe stata tale".